# Bruno Cicognani
Bruno Cicognani (* 10. Oktober 1879 in Florenz; † 16. November 1971 ebenda) war ein italienischer Schriftsteller.
Der Enkel der Dramatikers Filippo Cicognani und Sohn des  Amtsrichters Dante Cicognani wurde von seinem Onkel, dem Lyriker Enrico Nencioni in die Literatur eingeführt. Er absolvierte ein Jurastudium in Urbino und arbeitete bis 1940 als Rechtsanwalt. Er besuchte Literaturkurse am Istituto di studi superiori di Firenze, Vorlesungen in Anatomie und Psychiatrie und sozialwissenschaftliche Vorlesungen am Istituto "Cesare Alfieri".
Cicognani verfasste Romane, Erzählungen, Gedichte und Dramen. Für seine Autobiographie L'eta fsvolosa wurde er 1941 mit dem Literaturpreis der Accademia d'Italia ausgezeichnet. Ab 1955 erschien eine neunbändige Ausgabe seines Gesamtwerkes. Zu seinem 90. Geburtstag ehrte ihn seine Heimatstadt Florenz mit einer feierlichen Auszeichnung im Palazzo Vecchio.

## Werke
- Crittogama, 1909
- Sei storielle di novo conio, 1917
- Gente di conoscenza, 1918;
- Il figurinaio e le figurine, 1920
- La Velia, 1923
- Bellinda e il Mostro, 1927
- Il museo delle figure viventi, 1928
- Strada facendo, 1930
- Villa Beatrice, 1931
- L'omino che à spento i fochi, 1937
- La mensa di Lazzaro, 1938
- Via della sapienza, 1939
- L'età favolosa, 1940
- Dignità dell'uomo, Übersetzung von De hominis dignitate von Giovanni Pico della Mirandola, 1942
- Il soldato Pendino e altri racconti, 1946
- Barucca, 1947
- Yo, el Rey, 1949
- La poesia di Lorenzo de' Medici, kritische Ausgabe, 1950
- Viaggio nella vita, 1952
- La nuora, 1954
- Nota autobiografica, in Ritratti su misura, a cura di E. F. Accrocca, 1960
- Opere, I-IX, 1955–63:
  - Le novelle
  - Le fantasie
  - La Velia
  - Villa Beatrice
  - La nuora
  - Il teatro
  - L'età favolosa
  - Viaggionella vita
  - Le prose

## Quelle
- treccani.it - Cicognani, Bruno

| Personendaten    | Personendaten                |
| ---------------- | ---------------------------- |
| NAME             | Cicognani, Bruno             |
| KURZBESCHREIBUNG | italienischer Schriftsteller |
| GEBURTSDATUM     | 10. Oktober 1879             |
| GEBURTSORT       | Florenz                      |
| STERBEDATUM      | 16. November 1971            |
| STERBEORT        | Florenz                      |